# Othmar Albrecht
Othmar Albrecht, avstrijski general in vojaški zdravnik, * 29. oktober 1871, † 14. maj 1947.

## Življenjepis
Leta 1892 je opravil enoletni vojaški rok, nato pa je pričel s študijem medicine. Leta 1896 je bil dodeljen vojaško-zdravstveni službi. 
Med letoma 1920 in 1923 je bil polkovnik zdravnik 5. pehotnega polka, nakar se je upokojil.
Konec avgusta 1939 je bil reaktiviran in dodeljen zdravniškemu osebju 17. vojaškega okrožja. Ponovno se je upokojil 19. februarja 1944.